# Tingsdal
Tingsdal är namnet på en tidigare järnvägsstation och postanstalt på Öland.
När Borgholm–Böda Järnväg byggdes 1906 anlades en hållplats nära Köpings kyrka. Den öppnades för trafik den 1 december 1906. Genom att socknen hade samma namn som staden Köping i Västmanland kunde sockennamnet inte användas på den nya järnvägsstationen. Då var förlagd nära gården Tingsdal fick den detta namn. 
Det tidigare Dahlens kronotorp (uppkallat efter ägaren Johan Dahl) hade 1818 avstyckats till egen fastighet, som, med tanke på den närbelägna medeltida tingsplatsen med den s.k. Tingsflisan, fick namnet Tingsdal. Vid järnvägens invigning ändrades namnet på den 1892 inrättade poststationen Gröndal till Tingsdal. 
Tingsdal har numera styckats och utgör ett villaområde i Borgholms kommun och dess strandområde är ett campingsområde invid Köpingsviken i Kalmarsund. Detta började på 1930-talet marknadsföras som ”Köpingsvik”. Som en följd härav ändrades den 1 juli 1947 stationsnamnet och postadressen Tingsdal till Köpingsvik. Järnvägen på Öland lades ned den 1 oktober 1961.